# Всеволод Давыдович (князь муромский)
Всеволод Давыдович — князь муромский (1123—1127 или ранее), второй из пяти сыновей Давыда Святославича черниговского.

## Биография
В 1116 году вместе с Ярополком Владимировичем участвовал в походе на половцев, было взято три города: Сугров, Шарукан и Балин.
В 1123 году умер Давыд Святославич, черниговское княжение занял Ярослав Святославич, а его место в Муроме, как старший в роду Святославичей — Всеволод. Этот вывод делается из известия Воскресенской летописи под 1124 годом о женитьбе Всеволода в Муроме на польской княжне. Его дальнейшая судьба неизвестна. В 1127 году Ярослав был изгнан из Чернигова Всеволодом Ольговичем и вернулся в Муром.

## Семья и дети
Предположительно женой Всеволода Давыдовича была дочь польского князя Болеслава III Кривоустого.
По устаревшей версии (ранний Татищев В. Н.), восходящей к Густынской летописи и затем отвергнутой историками, Всеволод был родоначальником городенских князей.